# 169

## Decese
- dată necunoscută: Lucius Verus  (n. 130)
- dată necunoscută: Alipie al Bizanțului episcop al Bizanțului din 166 până în 169 (n. ?)